# Semafor

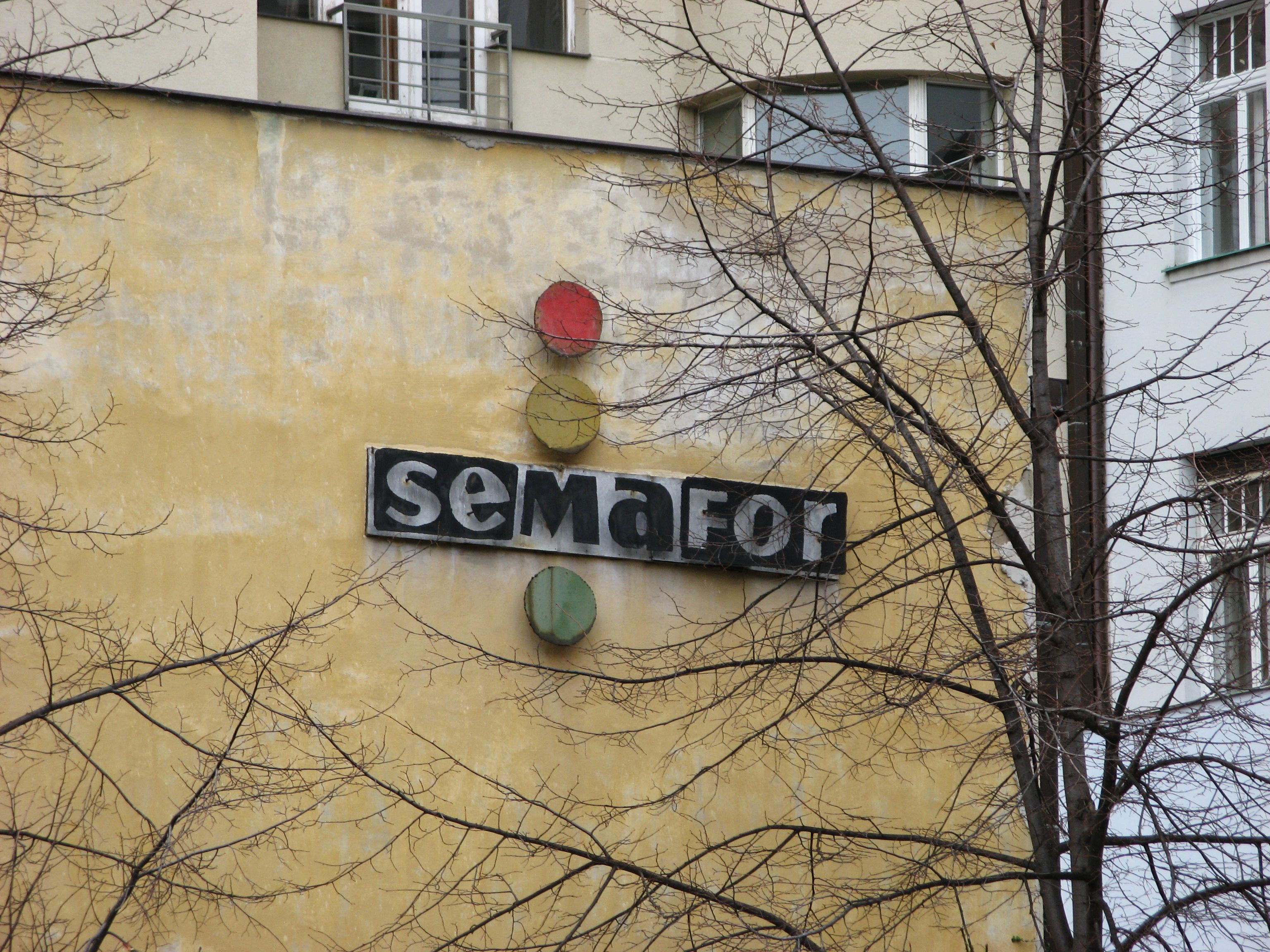
Logo des Theaters in der Passage ALfa, Prag

Semafor ist eine traditionsreiche tschechische Kleinkunstbühne in Prag. Inspiriert durch das Osvobozené divadlo (Das befreite Theater) der Zwischenkriegszeit wurde es am 30. Oktober 1959 durch eine Gruppe um die Liedermacher und Schauspieler Jiří Suchý und Jiří Šlitr gegründet. Das Theater, das bis heute existiert, hat seine größten Erfolge und die größte Popularität in den 1960er Jahren gefeiert. Der Begriff Theater der kleinen Formen wurde in den 1960er Jahren auch auf andere Theater angewandt wie Divadlo Na zábradlí, die zu der Avantgarde der tschechoslowakischen Kultur dieser Zeit zählen.

## Geschichte
Eine entscheidende Rolle in der Entwicklung des modernen Theaters wie auch der Popmusik in der Tschechoslowakei hatten die Kleinkunstbühnen, beispielsweise die Programmweinstube Reduta auf der Prager Nationalstraße, unweit des Wenzelsplatzes, die sich zu einem Jazz-Klub und Theater entwickelte. Hier trafen sich Ende der 1950er Jahre einige Freunde, die anfingen, westliche Pop- und Rockmusik mit eigenen Texten zu singen, darunter Jiří Suchý und Jiří Šlitr. Es folgten eigene Produktionen, 1958 feierte ihr Song Blues pro tebe (Blues für dich) große Erfolge. Der Erfolg hatte zwei Komponenten: die rockig angehauchte Musik wie auch humorvolle, nicht auf das sonst übliche Bejubeln der Partei ausgerichtete Texte, teilweise durchsetzt mit Vorlesen der Gedichte von Christian Morgenstern. Das war damals neu und stand im krassen Gegensatz zu den sonst im Rundfunk gesendeten Liedern. 1958 gründete Jiří Suchý mit Ivan Vyskočil die Kleinbühne Na zábradlí, ihr Stück Kdyby tisíc klarinetů (Wenn tausend Klarinetten) war die erste Vorstellung. 1959 machte sich Suchý selbständig und gründete das Theater Semafor.
Der Name des 1959 gegründeten Theaters Semafor ist ein Apronym für SEdm MAlých FORem (deutsch: „sieben kleine Formen“) im Sinne von „sieben kleine Genres“, welche das Spektrum der künstlerischen Tätigkeit des Theaters darstellen sollten: Film, Poesie, Jazz, Puppentheater, Tanz, bildende Kunst und Musikkomödie, wobei gelegentlich auch andere ähnliche Genres aufgeführt werden wie Pantomime, Kabarett usw. Das Logo stellt eine Ampel (tschechisch semafor) dar.
Nach einigen Umzügen spielte Semafor ab 1968 im Zentrum von Prag in der „Passage Alfa“ direkt am Wenzelsplatz. Nach 1993, als das Haus der Passage an die ursprünglichen Eigentümer zurückgegeben wurde, kam es wiederum zu mehrmaligem Umzug, und seit dem 1. Oktober 2005 ist das Theater im Stadtteil Dejvice beheimatet, in einem 1929 als Wohnhaus mit einem Konzertsaal erbauten und 2005 rekonstruierten Gebäude.

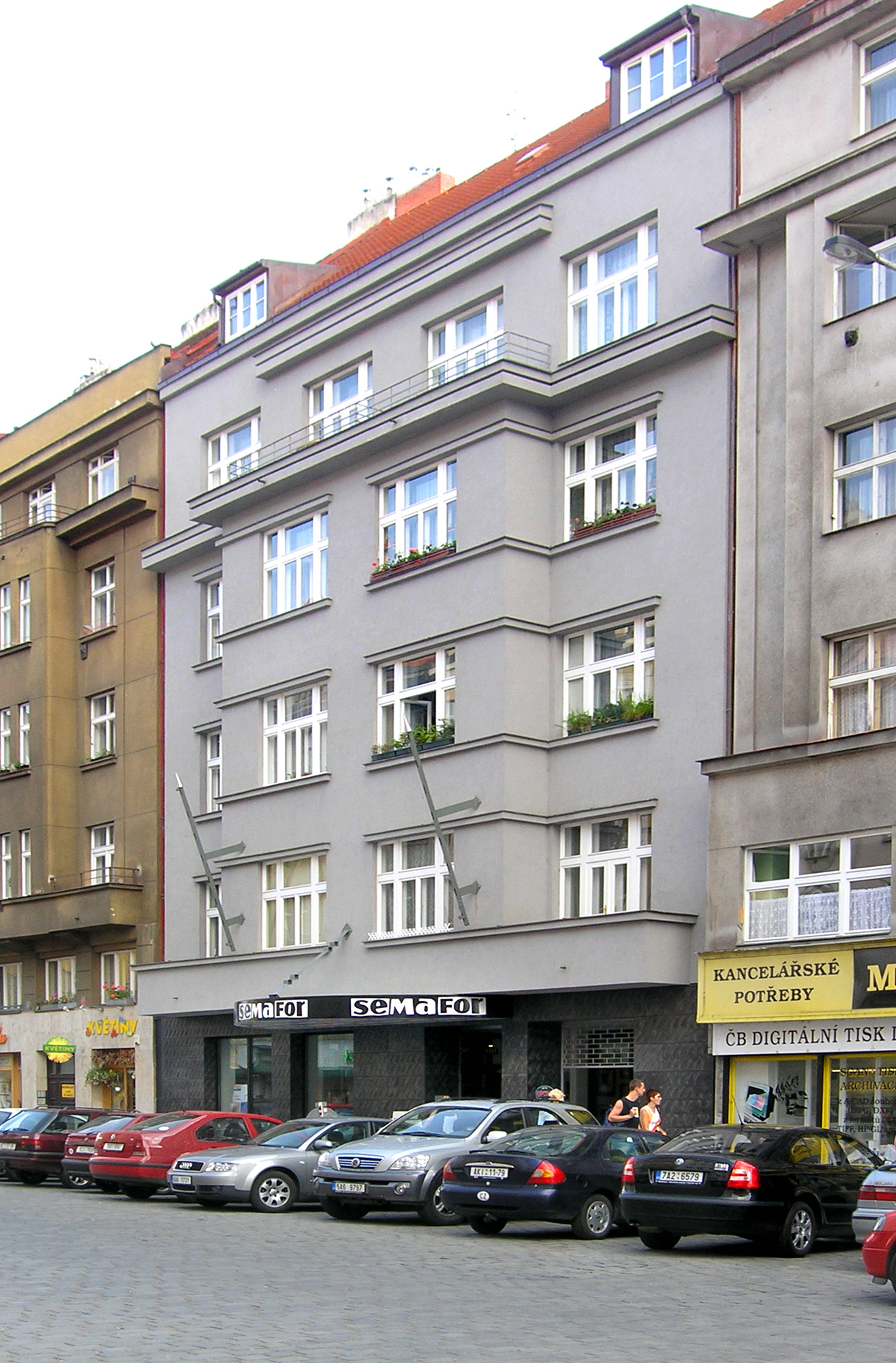
Der heutige Sitz des Semafor in der Straße Dejvická

Das ursprüngliche künstlerische Tandem Jiří Suchý und Jiří Šlitr wurde ab 1967 durch zwei neue Theatermitglieder Jiří Grossmann und Miloslav Šimek ergänzt. Nach Šlitrs Tod 1969 ging Suchý eine neue schöpferische Verbindung mit Ferdinand Havlík ein, wobei Jitka Molavcová nach 1970 neue Partnerin von Suchý wurde. Nach Grossmanns Tod 1971 entstand das Duo Miloslav Šimek und Luděk Sobota, später dann Miloslav Šimek und Jiří Krampol. Ab 1974 kam eine neue Gruppe hinzu, geleitet von Josef Dvořák. 1990 kam es zwischen den Beteiligten zu Unstimmigkeiten und infolgedessen zu einer Trennung: sowohl die Gruppe von Šimek wie auch die von Dvořák haben sich selbständig gemacht, so dass die Semafor-Bühne seitdem künstlerisch dem Duo Jiří Suchý und Jitka Molavcová gehört.

## Aufführungen, Musik
Die treibende Kraft in den besten Jahren des Theaters stellte das Duo Suchý und Šlitr. Suchý, der bereits das Theater Divadlo Na zábradlí gründete, schrieb die Texte, Šlitr, mit seinen Erfahrungen aus einigen Jazzclubs in Prag, die Musik – die durch das Orchester Ferdinand Havlíks, dem langjährigen Mitarbeiter der Bühne, umgesetzt wurde; er gehört zu den Mitbegründern der Bühne. Die erste Aufführung war das Stück Člověk z půdy (Mensch vom Dachboden) am 30. Oktober 1959. Neben den gastierenden Schauspielern Miroslav Horníček, Miloš Kopecký und František Filipovský traten auch die Sänger Waldemar Matuška, Karel Štědrý und Pavlína Filipovská auf, die später alle zu Stars geworden sind. Nach diesem Erfolg gab es 1960 eine eher auf Songs basierende Aufführung Zuzana je sama doma (Zuzana ist allein zu Haus), später mehrmals wiederaufgelegt sowie, ebenfalls 1960, Taková ztráta krve (So ein Blutverlust) – ein Stück, das infolge eines Einwands der Zensurbehörde inhaltlich leicht überarbeitet werden musste. Bereits mit diesen Stücken wurde die Grundlage für den späteren Ruhm der Bühne gelegt.
Die Aufführungen wurden häufig unterteilt in Bühnenstücke aus Text und Sketchen oder musicalähnlichen Songaufführungen, wie beispielsweise Ondráš podotýká (Ondráš merkt an) von 1963, eine Aufführung mit tschechischer wie ausländischer Rockmusik. Diese Unterscheidung zwischen den Genres ist insbesondere für die Zeit der Zusammenarbeit von Suchý und Šlitr ungenau. Die Bühnenstücke, die sich alle durch einen intellektuellen Humor auszeichneten, enthielten ebenfalls unzählige Songs, die zu großen Hits in der Tschechoslowakei wurden. Insgesamt bot Semafor Unterhaltung an, die nicht – wie die Kulturpolitik es damals vorsah – erziehen, sondern unterhalten wollte. Einige Songs, die im Semafor vorgestellt wurden, sind in kürzester Zeit Hits geworden und haben die Musikszene wesentlich mitbeeinflusst. Auf der Bühne traten als Sänger Karel Gott, Eva Pilarová, Waldemar Matuška, Hana Hegerová, die Rockband Olympic, Miki Volek, Hana Hegerová, Eva Pilarová, Karel Gott, Waldemar Matuška und viele andere, die kurze Zeit später zu den bestbekannten Künstlern der tschechischen Pop- und Rockmusik gehörten.

## Künstler
Zu den ehemaligen Künstlern, die auf der Bühne von Semafor auftraten, gehörten unter anderem:
| - Jiří Suchý - Jiří Šlitr - Petra Janů - Jiří Grossmann - Miloslav Šimek - Pavlína Filipovská - Jiří Helekal - Karel Černoch - Waldemar Matuška - Karel Gott - Karel Štědrý - František Ringo Čech - Miroslav Paleček - Michael Janík - Jiří Jelínek - Anna K - Petr Nárožný - Miloš Forman | - Josef Laufer - Zuzana Burianová - Milena Zahrynowská - Jana Robbová - Dagmar Patrasová - Pavel Sedláček - Ferdinand Havlík - Miroslav Balcar - Petra Černocká - Markéta Zehrerová - Josef Dvořák - Jiří Císler - Eva Pilarová - Naďa Urbánková - Miluše Voborníková - Jana Malknechtová - Hana Hegerová - Olympic (Rockband) |

## Aus dem Repertoire
Insgesamt wurden zwischen 1959 und 1999 etwa 150 Produktionen uraufgeführt, zahlreiche Stücke von Grossmann und Šimek sowie von Dvořák und seinem Team nicht mitgerechnet.
Die überhaupt erfolgreichste Aufführung war das Stück Kytice (Blumenstrauss) von 1972 mit knapp 600 Wiederholungen; das Stück orientiert sich an der gleichnamigen Baladensammlung von Karel Jaromír Erben von 1853, wurde jedoch stark von Suchý bearbeitet und beeinflusst.

## Film- und Fernsehproduktionen
Während der Existenz des Theaters entstanden mehrere Dutzend Filme, Fernsehspiele und sonstige Kurzproduktionen sowie auch Aufzeichnungen der Aufführungen – zu einigen wenigen Filmen führte die Regie Miloš Forman. Eine Auswahl:
- Člověk z půdy (1962)
- Bylo nás deset (1963)
- Konkurs (1964)
- Recital 64 (1964)
- Kdyby tisíc klarinetů (1965)
- Dobře placená procházka (1966)
- Zločin v šantánu (1968)
- Nevěsta (1970)
- Jonáš a Melicharová (1986)
- Jonáš II. aneb jak je důležité míti Melicharovou (1989)

## Diskografie
Außer etlichen Aufnahmen der auf der Bühne gespielten Stücke sind alleine in den 1960er Jahren etwa 275 Songs entstanden, die später in einer CD-Sammlung herausgegeben wurden. Nach den 1960er Jahren kamen noch einige Hunderte hinzu.